# Stephen Holland
Stephen Holland (n. 31 mai 1958, Brisbane, Queensland, Australia) este un înotător ce a reprezentat Australia, medaliat olimpic. A participat la o ediție a Jocurilor Olimpice (1976) în care a câștigat două medalii de bronz.